# Francine Ntoumi
Francine Ntoumi, née le 4 octobre 1961 à Brazzaville, est une scientifique congolaise spécialiste du paludisme. Elle est la première femme africaine responsable du secrétariat de l'Initiative Multilatérale sur le paludisme. Depuis quelques années, elle est aussi engagée dans la recherche sur d’autres maladies infectieuses.

## Biographie
Francine Ntoumi est née en 1961 à Brazzaville en République du Congo, d’un père ingénieur-électricien (l’un des premiers au Congo) et d’une mère infirmière-puéricultrice. Aînée et seule fille d’une fratrie de cinq enfants, elle est mère d’un garçon.
Après un cycle primaire et une partie de son collège à Brazzaville au Congo, Francine Ntoumi pose ses valises en France et obtient son BEPC et son baccalauréat au lycée Marie Curie de Sceaux, respectivement en 1975 et 1978.
Titulaire d’un diplôme d’études approfondies en biologie (1989), puis d’un doctorat en Sciences de l’université Pierre-et-Marie-Curie (1992), elle a commencé sa carrière dans la recherche sur le paludisme (immunologie et épidémiologie moléculaire) à l’institut Pasteur de Paris.
Elle a d'abord travaillé à Franceville au Gabon comme chargée de recherches au Centre international de recherches médicales de Franceville (1995-2000). Elle a été Chef de Laboratoire à l’unité de Recherches Médicales de l’hôpital Albert Schweitzer à Lambaréné au Gabon et à l’Institut de Médecine Tropicale/Faculté de médecine de l’Université de Tübingen, en Allemagne (2000-2005). Responsable scientifique  de l'« European Developing Countries Clinical Trials Partnership » (EDCTP), à La Haye, aux Pays-Bas (2006-2007), elle a coordonné le Secrétariat de l’Initiative Multilatérale contre le Paludisme à Dar es Salaam, en Tanzanie (2007-2010).
Première femme africaine responsable du secrétariat de l’Initiative Multilatérale sur le paludisme, Francine Ntoumi est très engagée dans le renforcement des capacités de recherche en santé sur le continent africain. Cet engagement lui a valu la coordination du réseau régional d’Afrique centrale sur la tuberculose, le VIH/SIDA, et le paludisme (CANTAM). Francine Ntoumi est membre de nombreux comités scientifiques internationaux dont le Global Health Scientific Advisory Committee de la fondation Bill et Melinda Gates.
Vice-présidente de l'Académie Africaine des Sciences pour l’Afrique Centrale depuis juin 2020, Présidente de la Fondation Congolaise pour la Recherche Médicale (www.fcrm-congo.com) qu’elle a créée en 2008, elle est aussi chef de laboratoire et professeure-associée à l’Institut de Médecine Tropicale de l’Université de Tubingen en Allemagne depuis 2010 et enseignante-chercheuse à la Faculté des Sciences et Techniques de l'université Marien-Ngouabi de Brazzaville depuis 2014. Depuis le 8 février 2021, elle est membre du Conseil scientifique de l'Institut de recherche pour le développement (IRD). Elle a été élue présidente du Conseil scientifique de l'IRD lors de sa session inaugurale tenue les 1er et 2 avril 2021.

## Distinctions
Le 7 décembre 2012, Francine Ntoumi a reçu à Paris le prix RICE (Réseau international des Congolais de l'extérieur) du parcours individuel.
Le 17 décembre 2012, elle a reçu à Addis-Abeba le Prix Kwame Nkrumah de l’Union africaine pour les femmes scientifiques,.
Le 27 mars 2015, elle a reçu à Bamberg en Allemagne le Prix scientifique Georg Forster de la fondation Alexander-von-Humboldt,, devenant ainsi la première femme originaire d’Afrique subsaharienne à avoir reçu cette récompense, qui distingue les chercheurs pour les travaux menés dans leur pays d’origine.
En janvier 2016 elle est lauréate du prix scientifique de la République du Congo de la télévision nationale et l’émission Panorama santé.
En juin 2016, elle a reçu à Paris le prix Christophe Mérieux de l'Institut de France pour ses travaux de recherche sur les maladies infectieuses en Afrique centrale. Depuis septembre 2016, elle est Fellow du Royal College of Physicians (FCRP) de l’Université d'Edimbourg au Royaume-Uni.
En janvier 2017, elle reçoit dans son pays la distinction d'officier dans l’ordre national de la recherche scientifique.
En avril 2022, elle reçoit la croix fédérale du Mérite allemand des mains du président Frank-Walter Steinmeier en raison de son « engagement pour la science et ses actions dans le cadre de la coopération germano-congolaise ».